# Ambasada Nigerii w Polsce
Ambasada Nigerii w Polsce, Ambasada Federalnej Republiki Nigerii (ang. Embassy of Nigeria in Poland) – placówka dyplomatyczna mieszcząca się w Warszawie przy ul. Kosiarzy 22b.

## Siedziba

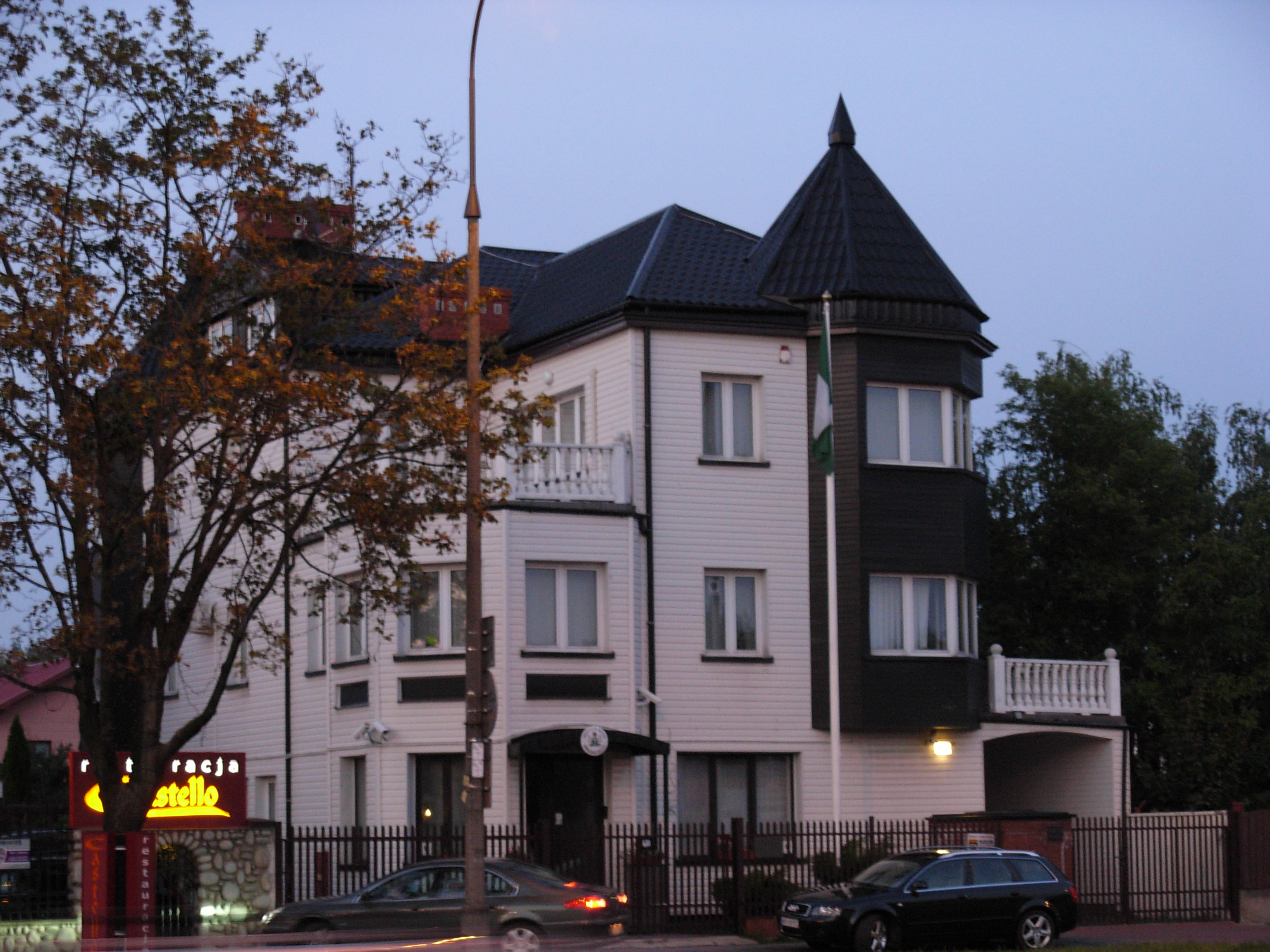
Siedziba ambasady Nigerii przy ulicy Wiertniczej 94 w Warszawie (2007)

Stosunki dyplomatyczne nawiązano w 1962. Władze Nigerii otworzyły ambasadę w Warszawie w 1969. Mieściła się przy ul. Szpitalnej 6 (1971), ul. Gruzińskiej 3 (1971-1981), ul. Chocimskiej 18 (1984-2006), ul. Starościńskiej 1b (2009-2013), od 2013 przy ul. Kosiarzy 22b.
Rezydencja ambasadora była zlokalizowana w willi Mościckich z 1930 (proj. Antoni Aleksander Jawornicki) przy ul. Racławickiej 126 (1980-2000).